# أم سلمونة
أم سلمونة قرية فلسطينية تقع جنوب مدينة بيت لحم وتبعد عنها 8 كم. يحدها من الشرق بلدة مراح رباح ومن الغرب مستوطنة افرات ومن الشمال بلدة جورة الشمعة ومن الجنوب بلدة بيت فجار. ترتفع القرية 930 متر عن سطح البحر، وبلغ عدد سكانها 945 في عام 2007.

## التسمية
يعود تسمية أم سلمونة إلى ما قبل 400 عاماً حيث دلت الوثائق العثمانية على ذلك، وقد بنيت القرية على أثار قرية رومانية قديمة.

## تاريخها

### الحقبة العثمانية
في عام 1883، لاحظ مسح صندوق استكشاف فلسطين لغرب فلسطين وجود أكوام من الحجارة في خربة أم سلمونة.

### الحقبة الانتدابية البريطانية
في تعداد عام 1931، تم احتساب سكان أم سلمونة مع بيت فجّار، ومرح معلّا، ومرح رابح. وبلغ العدد الإجمالي للسكان 1043 نسمة، جميعهم مسلمون، وكانوا يعيشون في 258 منزلًا.

### الحقبة الأردنية
في أعقاب حرب 1948 العربية-الإسرائيلية، وبعد اتفاقيات الهدنة لعام 1949، أصبحت أم سلمونة تحت الحكم الأردني. وفي عام 1961، بلغ عدد السكان 118 نسمة.

### ما بعد عام 1967
منذ حرب الأيام الستة عام 1967، أصبحت أم سلمونة تحت الاحتلال الإسرائيلي. وبعد اتفاقيات 1995، تم تصنيف 20.2% من أراضي أم سلمونة كمنطقة "ب"، بينما تم تصنيف النسبة المتبقية البالغة 79.8% كمنطقة "ج". وقد خططت إسرائيل لعزل 326 دونمًا من أراضي القرية (أي ما يعادل 14.9% من إجمالي مساحتها) على الجانب الإسرائيلي من جدار الفصل في الضفة الغربية.